# Mistrovství světa v atletice 2017 – 10000 metrů ženy
Běh na 10 000 metrů žen na Mistrovství světa v atletice 2017 probíhal 5. srpna. Zvítězila Etiopanka Almaz Ayanaová.

## Finále
| Pořadí           | Závodnice                   | Čas         |
| Zlatá medaile    | Almaz Ayanaová              | 30:16,62 WL |
| Stříbrná medaile | Tiruneš Dibabaová           | 31:02,69 SB |
| Bronzová medaile | Agnes Tiropová              | 31:03,50 PB |
| 4.               | Alice Aprot Nawowunaová     | 31:11,86 SB |
| 5.               | Susan Kruminsová            | 31:20,24 PB |
| 6.               | Emily Infeldová             | 31:20,45 PB |
| 7.               | Irene Chepet Cheptaiová     | 31:21,11 SB |
| 8.               | Molly Huddleová             | 31:24,78    |
| 9.               | Emily Sissonová             | 31:26,78    |
| 10.              | Ayuko Suzukiová             | 31:27,30 SB |
| 11.              | Yasemin Canová              | 31:35,48    |
| 12.              | Shitaye Esheteová           | 31:38,66 SB |
| 13.              | Mercyline Chelangatová      | 31:40,48 PB |
| 14.              | Dera Didaová                | 31:51,75    |
| 15.              | Desi Mokoninová             | 31:55,34    |
| 16.              | Natasha Wodaková            | 31:55,47 SB |
| 17.              | Darja Maslovová             | 31:57,23 SB |
| 18.              | Sitora Chamidovová          | 31:57,42 NR |
| 19.              | Mizuki Matsudaová           | 31:59,54    |
| 20.              | Rachel Cliffová             | 32:00,03 PB |
| 21.              | Beth Potterová              | 32:15,88    |
| 22.              | Eloise Wellingsová          | 32:26,31 SB |
| 23.              | Failuna Abdi Matangaová     | 32:29,97    |
| 24.              | Miyuki Ueharaová            | 32:31,58    |
| 25.              | Salome Nyirarukundoová      | 32:45,95 SB |
| 26.              | Madeline Hillsová           | 32:48,57    |
| 27.              | Charlotte Taylorová         | 32:51,33    |
| 28.              | Carla Salomé Rochaová       | 32:52,71    |
| 29.              | Margarita Hernándezová      | 33:06,53    |
| 30.              | Camille Buscombová          | 33:07,53    |
| 31.              | Carmen Patricia Martínezová | 33:18,22 NR |
|                  | Sarah Lahtiová              | DNF         |
|                  | Jess Martinová              | DNF         |